# Gawthorpe
Gawthorpe – wieś w Anglii, w hrabstwie ceremonialnym West Yorkshire, w dystrykcie metropolitalnym Wakefield. Leży 12 km na południe od miasta Leeds i 263 km na północ od Londynu.